# Grzegorz Krychowiak
Grzegorz Krychowiak (født 29. januar 1990 i Gryfice, Polen) er en polsk fodboldspiller, der spiller som midtbanespiller i Al-Shabab, udlejet fra Krasnodar.
Han har tidligere blandt andet repræsenteret Sevilla FC, som han vandt UEFA Europa League med to gange.
Krychowiak står (pr. november 2022) noteret for 95 kampe og fem scoringer for Polens landshold. 

## Titler
- UEFA Europa League: 2
  - 2014/15, 2015/16 med Sevilla